# Красна Поляна (Матвієвський район)
Кра́сна Поля́на (рос. Красная Поляна) — селище у складі Матвієвського району Оренбурзької області, Росія.

## Населення
Населення — 41 особа (2010; 102 у 2002).
Національний склад (станом на 2002 рік):
- чуваші — 53 %
- росіяни — 39 %